# Свобода (альбом Lumen)
«Свобода» — третий студийный альбом российской группы Lumen. Вышел в 2005 году. Песни, представленные на альбоме, в большинстве своем носят острый социальный характер. Песня «02 (Благовещенск)» — о массовом избиении гражданского населения в Благовещенске 10 декабря 2004 года.

## Список композиций
| №   | Название              | Длительность |
| --- | --------------------- | ------------ |
| 1.  | «Между строчек»       | 4:08         |
| 2.  | «Детки»               | 3:21         |
| 3.  | «Зубы»                | 4:16         |
| 4.  | «Государство»         | 2:39         |
| 5.  | «02 (Благовещенск)»   | 3:47         |
| 6.  | «Не спеши»            | 4:11         |
| 7.  | «В бетонной коробке»  | 3:22         |
| 8.  | «Дыши»                | 3:24         |
| 9.  | «2000 лет»            | 2:40         |
| 10. | «Назови мне своё имя» | 4:05         |
| 11. | «Никто не знает»      | 3:37         |
| 12. | «Свобода»             | 3:35         |
| 13. | «Вавилон»             | 3:53         |

## Переиздание
Год спустя была выпущена дополненная версия альбома, включившая 5 новых музыкальных треков:
| №  | Название                                     | Длительность |
| -- | -------------------------------------------- | ------------ |
| 1. | «Думаешь «нет» — говоришь «да» (НАИВ кавер)» | 4:01         |
| 2. | «Не зову»                                    | 2:57         |
| 3. | «Небеса»                                     | 4:44         |
| 4. | «Не зову (демо-версия)»                      | 2:52         |
| 5. | «Небеса (демо-версия)»                       | 4:55         |